# Wybory komunalne w Brandenburgii w 1993 roku
Wybory komunalne w Brandenburgii w 1993 roku – odbyły się 5 grudnia. Zgodnie z oficjalnymi wynikami zwycięstwo odniosła Socjaldemokratyczna Partia Niemiec, która uzyskała ok. 34,50% głosów.
| Partia                                            | Wyniki w % |
| ------------------------------------------------- | ---------- |
| Sozialdemokratische Partei Deutschlands (SPD)     | 34,50      |
| PDS                                               | 21,19      |
| Christlich Demokratische Union Deutschlands (CDU) | 20,56      |
| Freie Demokratische Partei (FDP)                  | 7,09       |
| Bündnis 90/Die Grünen (Grüne)                     | 4,19       |
| Deutsche Volksunion (DVU)                         | –          |
| Inne                                              | 12,47      |